# Église Saint-Léger de Ruffey-lès-Beaune
L'église Saint-Léger de Ruffey-lès-Beaune est une église du XIIe siècle, consacrée à saint Léger, de style roman, avec son toit en tuile vernissée de Bourgogne. Elle se situe à Ruffey-lès-Beaune en Côte-d'Or, en Bourgogne-Franche-Comté. Elle est inscrite aux Monuments historiques depuis le 7 août 1995.

## Historique
L’église de Ruffey-lès Beaune surprend par la hauteur de son clocher et par ses tuiles vernissées de Bourgogne, rappelant la célèbre couverture de l’Hôtel Dieu de Beaune.
Sur une base romane du XIe siècle, elle fut érigée dans la deuxième moitié du XVe siècle (1462) par son curé l’abbé Grignard, telle qu’on peut la voir aujourd’hui. Le duché de Bourgogne et son duc régnant Philippe le Bon est au sommet de son rayonnement. On dit qu’elle est de style Burgondo-Flamand[pas clair]. La Bourgogne sera rattachée au royaume de France en 1480. L’église a ensuite subi quelques transformations au XVIIIe siècle et une importante restauration à la fin du XIXe siècle sous la direction de Charles Suisse (élève de Viollet le Duc), architecte des monuments historiques.

## Galerie

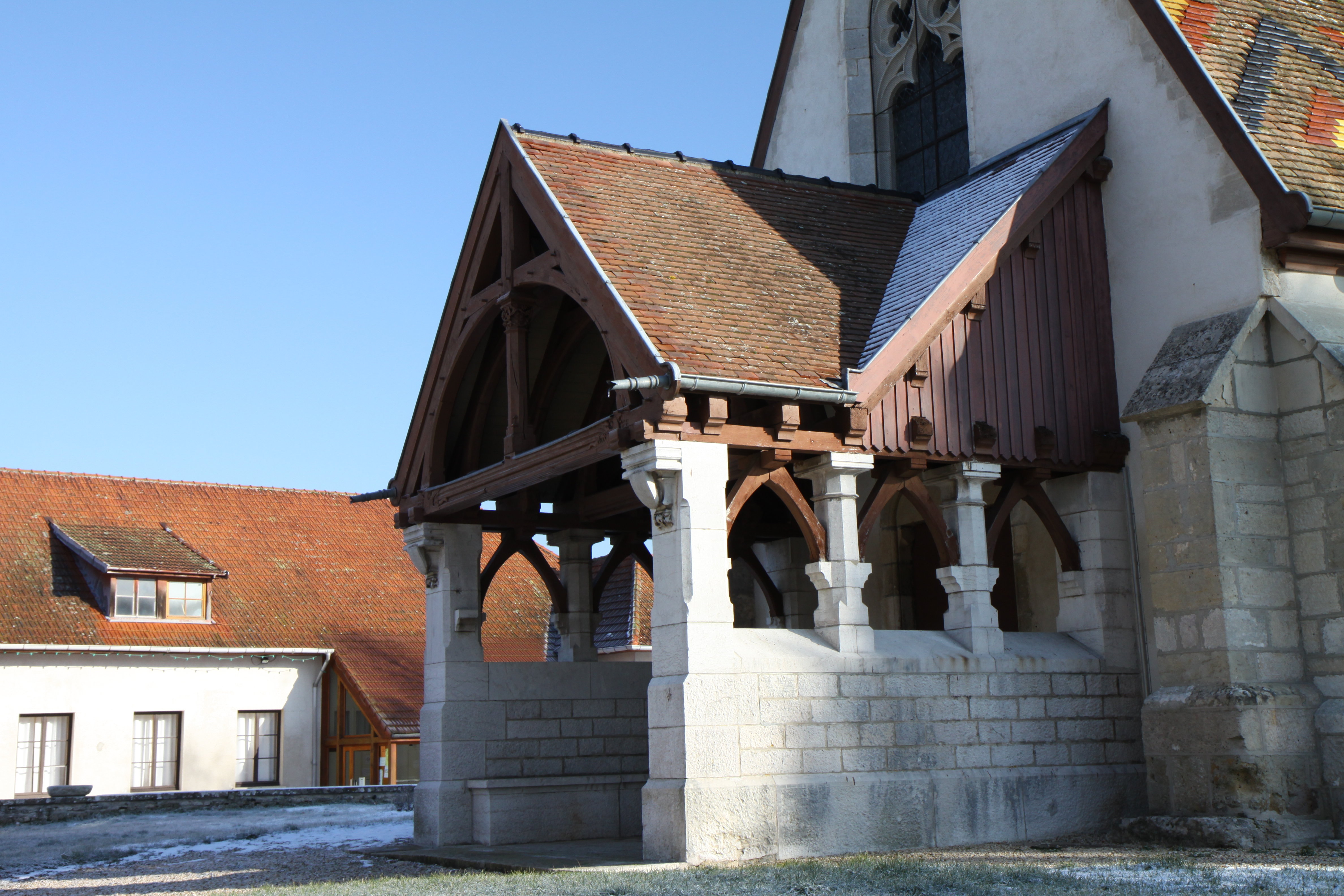
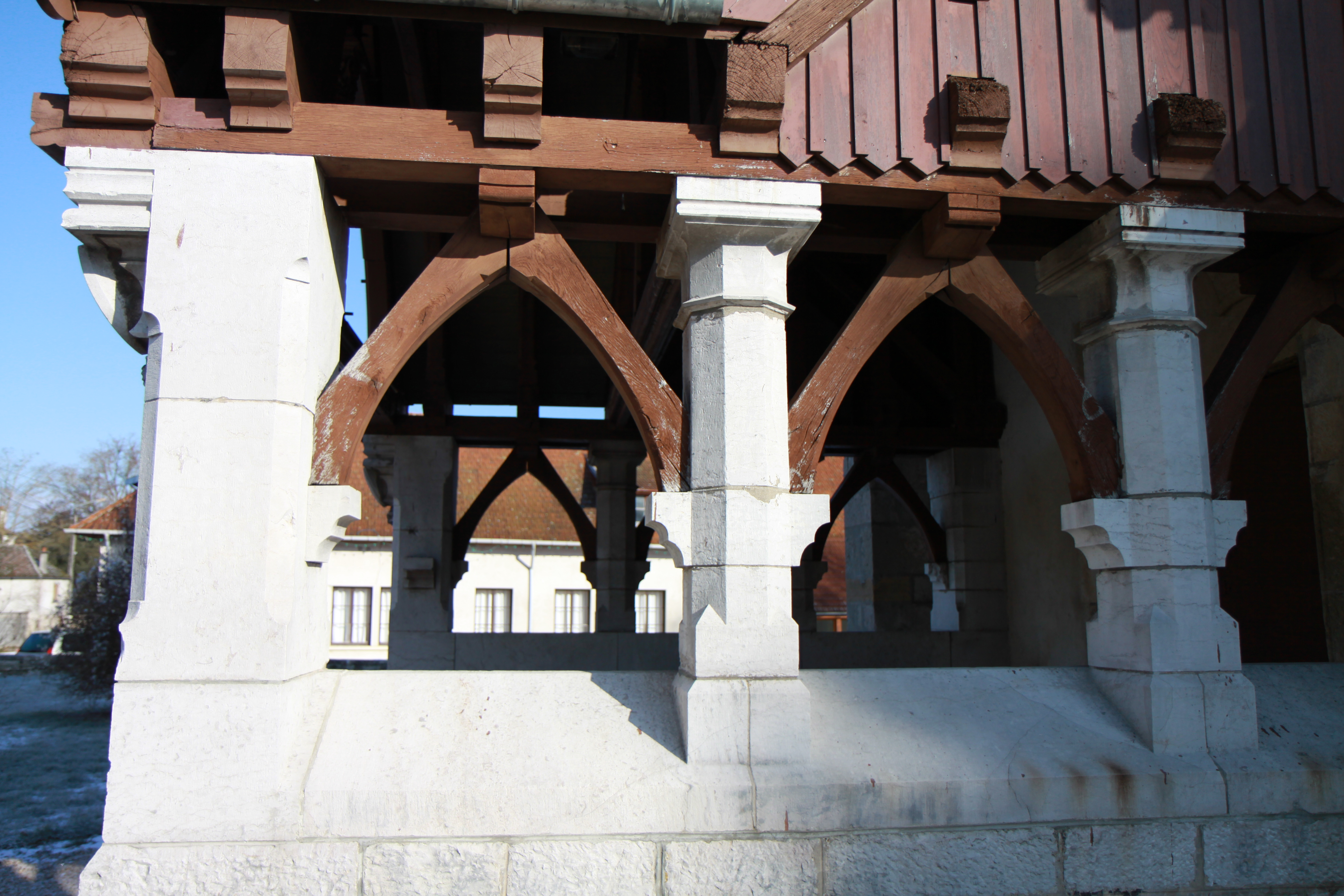